# Club Atlético Chacarita Juniors 2022
Questa voce raccoglie le informazioni riguardanti il Club Atlético Chacarita Juniors nelle competizioni ufficiali della stagione 2022.

## Maglie e sponsor
|  | 1ª divisa | 2ª divisa | 3ª divisa |

## Rosa
Rosa aggiornata al 28 luglio 2022.
| N. |                      | Ruolo | Calciatore              |
| -- | -------------------- | ----- | ----------------------- |
| -- | Argentina (bandiera) | P     | Gastón Brambatti        |
| -- | Argentina (bandiera) | P     | Federico Losas          |
| -- | Argentina (bandiera) | P     | Germán Salort           |
| -- | Argentina (bandiera) | D     | Juan Alvacete           |
| -- | Argentina (bandiera) | D     | Tomás Berra             |
| -- | Argentina (bandiera) | D     | Lautaro Formica         |
| -- | Argentina (bandiera) | D     | Juan González           |
| -- | Argentina (bandiera) | D     | Leandro Lacunza         |
| -- | Argentina (bandiera) | D     | Alejandro Manchot       |
| -- | Argentina (bandiera) | D     | Abel Masuero (capitano) |
| -- | Argentina (bandiera) | D     | Federico Rosso          |
| -- | Argentina (bandiera) | C     | Exequiel Benavídez      |
| -- | Argentina (bandiera) | C     | Ricardo Blanco          |
| -- | Argentina (bandiera) | C     | Franco Daranno          |
| -- | Argentina (bandiera) | C     | Tobías Fernández        |
| -- | Argentina (bandiera) | C     | Ignacio Figueroa        |
| -- | Argentina (bandiera) | C     | Hernán Fredes           |
| -- | Argentina (bandiera) | C     | Rodrigo González        |

| N. |                      | Ruolo | Calciatore      |
| -- | -------------------- | ----- | --------------- |
| -- | Argentina (bandiera) | C     | Enzo Hoyos      |
| -- | Argentina (bandiera) | C     | Franco Juárez   |
| -- | Argentina (bandiera) | C     | Saúl Nelle      |
| -- | Argentina (bandiera) | C     | Luciano Perdomo |
| -- | Argentina (bandiera) | C     | Agustín Piñeyro |
| -- | Argentina (bandiera) | C     | Tomás Pizarro   |
| -- | Argentina (bandiera) | A     | Nicolás Cháves  |
| -- | Argentina (bandiera) | A     | Julián Domke    |
| -- | Argentina (bandiera) | A     | Santiago Godoy  |
| -- | Argentina (bandiera) | A     | Nahuel Maidana  |
| -- | Argentina (bandiera) | A     | José Méndez     |
| -- | Argentina (bandiera) | A     | Facundo Parra   |
| -- | Argentina (bandiera) | A     | Ronaldo Peña    |
| -- | Argentina (bandiera) | A     | Ignacio Russo   |
| -- | Argentina (bandiera) | A     | Mauricio Tévez  |
| -- | Argentina (bandiera) | C     | Gonzalo Bazán   |
| -- | Colombia (bandiera)  | C     | Michael Ordóñez |
| -- | Argentina (bandiera) | A     | Enzo Coacci     |

## Calciomercato

### Sessione estiva
| Acquisti | Acquisti           | Acquisti               | Acquisti                       |
| R.       | Nome               | da                     | Modalità                       |
| -------- | ------------------ | ---------------------- | ------------------------------ |
| A        | Michael Ordóñez    | Patriotas              | acquisto definitivo (gratuito) |
| C        | Ricardo Blanco     | Antofagasta            | acquisto definitivo (gratuito) |
| C        | Hernán Fredes      | San Felipe             | acquisto definitivo (gratuito) |
| C        | Saúl Nelle         | Tristan Suarez         | acquisto definitivo (gratuito) |
| D        | Leandro Lacunza    | Guillermo Brown        | acquisto definitivo (gratuito) |
| A        | Facundo Parra      | Guaireña               | acquisto definitivo (gratuito) |
| D        | Federico Rosso     | Agropecuario           | acquisto definitivo (gratuito) |
| D        | Abel Masuero       | Atsaleniou             | acquisto definitivo (gratuito) |
| C        | Exequiel Benavídez | LDU Portoviejo         | acquisto definitivo (gratuito) |
| C        | Gonzalo Bazán      | Guillermo Brown        | acquisto definitivo (gratuito) |
| A        | José Méndez        | Huracán Las Heras      | acquisto definitivo (gratuito) |
| D        | Juan Alvacete      | Deportivo Maipú        | acquisto definitivo (gratuito) |
| A        | Mauricio Tévez     | Guaireña               | acquisto definitivo (gratuito) |
| D        | Tomás Berra        | Ciudad de Bolívar      | acquisto definitivo (gratuito) |
| P        | Damián Tello       | Atlanta                | acquisto definitivo (gratuito) |
| D        | Lautaro Formica    | Estudiantes Rio Cuarto | acquisto definitivo (gratuito) |
| P        | Germán Salort      | Agropecuario           | acquisto definitivo (gratuito) |
| P        | Gastón Brambatti   | Deportivo Español      | ?                              |
| A        | Enzo Coacci        | Defensa y Justicia     | prestito                       |
| A        | Ignacio Russo      | Rosario Central        | prestito (31.12.2022)          |
| A        | Santiago Godoy     | Racing Club            | prestito (31.12.2022)          |
| A        | Elías Alderete     | Aurora                 | fine prestito (31.12.2021)     |
| D        | Nehuén Montoya     | Tristan Suarez         | fine prestito (31.12.2021)     |

| Cessioni | Cessioni               | Cessioni                 | Cessioni                       |
| R.       | Nome                   | a                        | Modalità                       |
| -------- | ---------------------- | ------------------------ | ------------------------------ |
| C        | Luciano Nieto          | Sport Boys               | cessione definitiva (gratuito) |
| C        | Alexis Vega            | Deportivo Riestra        | cessione definitiva (gratuito) |
| D        | Federico Mazur         | Villa Dálmine            | cessione definitiva (gratuito) |
| D        | Ramiro Ríos            | Comunicaciones           | cessione definitiva (gratuito) |
| A        | Rodrigo Insúa          | Deportivo Riestra        | cessione definitiva (gratuito) |
| A        | Juan Álvarez           | Flandria                 | cessione definitiva (gratuito) |
| A        | Lucas Lezcano          | Quilmes                  | cessione definitiva (gratuito) |
| D        | Iván Centurión         | Deportivo Camioneros     | cessione definitiva (gratuito) |
| P        | Agustín Cousilla       | Aurora                   | cessione definitiva (gratuito) |
| A        | Alan Bonansea          | Mushuc Runa              | ?                              |
| P        | Emanuel Tripodi        |                          | svincolato                     |
| D        | Alan Ledesma           | Sportivo Luqueño         | ?                              |
| A        | Elías Alderete         | Estudiantes Buenos Aires | prestito (31.12.2022)          |
| C        | Gonzalo Groba          | Deportivo Riestra        | prestito (31.12.2022)          |
| C        | Emanuel Ibáñez         | Doxa Dramas              | fine prestito (31.12.2022)     |
| D        | Aaron Barquett         | Argentinos Juniors       | fine prestito (31.12.2022)     |
| A        | Matías Gallegos        | Unión                    | fine prestito (31.12.2022)     |
| A        | Juan Ignacio Baiardino | Boca Juniors             | fine prestito (31.12.2022)     |
| D        | Enzo Silcan            | Lanús                    | fine prestito (31.12.2022)     |

### Sessione invernale
| Acquisti | Acquisti          | Acquisti            | Acquisti                       |
| R.       | Nome              | da                  | Modalità                       |
| -------- | ----------------- | ------------------- | ------------------------------ |
| D        | Alejandro Manchot | Ferro Carril Oeste  | acquisto definitivo (gratuito) |
| A        | Alan Bonansea     | Lokomotiva Zagabria | acquisto definitivo (gratuito) |

| Cessioni | Cessioni          | Cessioni    | Cessioni                       |
| R.       | Nome              | a           | Modalità                       |
| -------- | ----------------- | ----------- | ------------------------------ |
| A        | Santiago Giordana | Mushuc Runa | cessione definitiva (gratuito) |
| A        | Michael Ordóñez   |             | svincolato                     |
| C        | Gonzalo Bazán     |             | svincolato                     |
| P        | Damián Tello      | Alvarado    | cessione definitiva (gratuito) |

## Risultati

### Primera B Nacional

#### Stagione regolare
| Arbitro: | Nicolás Ramírez |

|                                      |           |                         |
| Colombini 8’ C. Chávez 67’, 75’, 84’ | Marcatori | 43’ Hoyos 55’ N. Cháves |

| Villa Maipú 19 febbraio 2022, ore 16:00 UTC-3 2ª giornata | Chacarita Juniors | 0 – 0 referto | Gimnasia (J) | Stadio Chacarita Juniors\| Arbitro: \| Pablo Dóvalo \| |
| Arbitro:                                                  | Pablo Dóvalo      |               |              |                                                        |

| Arbitro: | Jorge Broggi |

|              |           |                     |
| Barbieri 36’ | Marcatori | 10’ Rosso 15’ Parra |

| Arbitro: | Lucas Comesaña |

|                        |           |                         |
| González 13’ Nelle 88’ | Marcatori | 22’ Toloza 74’ Reinhart |

| Arbitro: | Sebastián Zunino |

|  |           |           |
|  | Marcatori | 39’ Parra |

| Arbitro: | Leandro Rey Hilfer |

|                        |           |                         |
| González 13’ Nelle 88’ | Marcatori | 22’ Toloza 74’ Reinhart |

| Arbitro: | Mario Ejarque |

|                         |           |  |
| Martínez 9’ Silba 90+2’ | Marcatori |  |

| Arbitro: | Franco Acita |

|                                                          |           |  |
| Alvacete 10’ Godoy 44’ Blanco 46’ González 54’ Russo 73’ | Marcatori |  |

| Arbitro: | Sebastián Zunino |

|              |           |                           |
| Fernández 4’ | Marcatori | 13’ Blanco 33’, 45’ Godoy |

| Arbitro: | Nicolás Ramírez |

|                                  |           |             |
| Blanco 16’ Godoy 88’ Hoyos 90+8’ | Marcatori | 4’ González |

| Arbitro: | Pablo Giménez |

|              |           |                |
| Faggioli 37’ | Marcatori | 90+3’ González |

| Arbitro: | Diego Ceballos |

|                     |           |                           |
| Russo 48’ Godoy 86’ | Marcatori | 19’ González 90+4’ Ortega |

| Arbitro: | Gastón Monsón Brizuela |

|                         |           |                                 |
| Quiroga 80’ Coronel 88’ | Marcatori | 15’ Hoyos 33’ Masuero 54’ Russo |

| Arbitro: | Andrés Gariano |

|            |           |           |
| Blanco 48’ | Marcatori | 81’ Román |

| Arbitro: | Luis Lobo Medina |

|                                      |           |  |
| Manchot 39’ Russo 72’ González 90+2’ | Marcatori |  |

| Arbitro: | Jorge Broggi |

|  |           |               |
|  | Marcatori | 45’ Giacomini |

| Arbitro: | José Carreras |

|                                |           |  |
| Graciani 15’ (rig.) Cerato 17’ | Marcatori |  |

| Arbitro: | Nazareno Arasa |

|            |           |            |
| Blanco 20’ | Marcatori | 73’ Blando |

| Arbitro: | Manuel Viñas |

|                                  |           |                        |
| Oyola 7’ Oliva 28’ Messiniti 79’ | Marcatori | 45’ Mansuero 59’ Godoy |

| Villa Maipú 18 giugno 2022, ore 20:10 UTC-3 20ª giornata | Chacarita Juniors | 0 – 0 referto | San Martín (T) | Stadio Chacarita Juniors\| Arbitro: \| Ramiro López \| |
| Arbitro:                                                 | Ramiro López      |               |                |                                                        |

| Arbitro: | Diego Ceballos |

|                       |           |  |
| Mottes 55’ Mottes 68’ | Marcatori |  |

| Arbitro: | Pablo Giménez |

|                     |           |            |
| Russo 47’ Godoy 57’ | Marcatori | 80’ Acosta |

| Puerto Madryn 17 luglio 2022, ore 15:05 UTC-3 24ª giornata | Guillermo Brown | 0 – 0 referto | Chacarita Juniors | Stadio Raúl Conti\| Arbitro: \| Nazareno Arasa \| |
| Arbitro:                                                   | Nazareno Arasa  |               |                   |                                                   |

| Arbitro: | Lucas Comesaña |

|                          |           |             |
| Godoy 11’, 56’ Russo 65’ | Marcatori | 73’ Lencina |

| Arbitro: | Nelson Sosa |

|                                   |           |             |
| Alustiza 10’ (rig.) Gagliardi 36’ | Marcatori | 23’ Formica |

| Arbitro: | Pablo Giménez |

|  |           |                |
|  | Marcatori | 90+6’ Randazzo |

| Arbitro: | Nicolás Ramírez |

|                    |           |             |
| Galeano 82’ (rig.) | Marcatori | 67’ Masuero |

| Arbitro: | Adrián Franklin |

|           |           |                   |
| Parra 84’ | Marcatori | 5’ (aut.) Perdomo |

| Arbitro: | Andrés Gariano |

|                      |           |  |
| Bruno 68’ Cuello 75’ | Marcatori |  |

| Arbitro: | Franco Acita |

|                                            |           |                |
| Russo 12’ Blanco 45+1’ Russo 48’ Russo 54’ | Marcatori | 89’ Zurbriggen |

| Arbitro: | Leandro Rey Hilfer |

|                                 |           |            |
| Ciccolini 27’ (rig.) Solari 90’ | Marcatori | 12’ Blanco |

| Arbitro: | Pablo Giménez |

|                        |           |  |
| Blanco 56’ Godoy 90+4’ | Marcatori |  |

| Arbitro: | César Ceballo |

|  |           |           |
|  | Marcatori | 48’ Hoyos |

| Arbitro: | Lucas Comesaña |

|           |           |            |
| Godoy 40’ | Marcatori | 23’ Romero |

| Arbitro: | Sebastián Zunino |

|                                        |           |  |
| Rébola 45+3’ Oliver 49’ Susvielles 79’ | Marcatori |  |

| Villa Maipú 8 ottobre 2022, ore 15:00 UTC-3 37ª giornata | Chacarita Juniors | 0 – 0 referto | Villa Dálmine | Stadio Chacarita Juniors\| Arbitro: \| Juan Pafundi \| |
| Arbitro:                                                 | Juan Pafundi      |               |               |                                                        |

## Statistiche

### Statistiche di squadra
| Competizione       | P.ti | In casa | In casa | In casa | In casa | In casa | In casa | In trasferta | In trasferta | In trasferta | In trasferta | In trasferta | In trasferta | Totale | Totale | Totale | Totale | Totale | Totale | DR |
| Competizione       | P.ti | G       | V       | N       | P       | Gf      | Gs      | G            | V            | N            | P            | Gf           | Gs           | G      | V      | N      | P      | Gf     | Gs     | DR |
| ------------------ | ---- | ------- | ------- | ------- | ------- | ------- | ------- | ------------ | ------------ | ------------ | ------------ | ------------ | ------------ | ------ | ------ | ------ | ------ | ------ | ------ | -- |
| Primera B Nacional | 48   | 18      | 6       | 9       | 3       | 27      | 16      | 18           | 6            | 3            | 9            | 21           | 28           | 36     | 12     | 12     | 12     | 48     | 44     | +4 |
| Totale             | 48   | 18      | 6       | 9       | 3       | 27      | 16      | 18           | 6            | 3            | 9            | 21           | 28           | 36     | 12     | 12     | 12     | 48     | 44     | +4 |

### Statistiche individuali
| Giocatore    | Primera B Nacional | Primera B Nacional | Primera B Nacional | Primera B Nacional |
| Giocatore    | Presenze           | Reti               | Ammonizioni        | Espulsioni         |
| ------------ | ------------------ | ------------------ | ------------------ | ------------------ |
| J. Alvacete  | 23                 | 1                  | 5                  | 0                  |
| E. Benavídez | 3                  | 0                  | 0                  | 0                  |
| T. Berra     | 19                 | 0                  | 1                  | 0                  |
| R. Blanco    | 32                 | 8                  | 8                  | 1                  |
| G. Brambatti | 0                  | 0                  | 3                  | 1                  |
| N. Cháves    | 16                 | 1                  | 2                  | 0                  |
| F. Daranno   | 1                  | 0                  | 0                  | 0                  |
| J. Domke     | 3                  | 0                  | 3                  | 0                  |
| T. Fernández | 14                 | 0                  | 4                  | 0                  |
| I. Figueroa  | 8                  | 0                  | 1                  | 0                  |
| L. Formica   | 20                 | 1                  | 2                  | 0                  |
| H. Fredes    | 20                 | 0                  | 0                  | 0                  |
| S. Godoy     | 29                 | 11                 | 10                 | 0                  |
| J. González  | 28                 | 2                  | 4                  | 0                  |
| R. González  | 18                 | 2                  | 8                  | 1                  |
| E. Hoyos     | 29                 | 4                  | 5                  | 0                  |
| F. Juárez    | 3                  | 0                  | 0                  | 0                  |
| L. Lacunza   | 5                  | 0                  | 1                  | 0                  |
| F. Losas     | 32                 | -38                | 1                  | 0                  |
| N. Maidana   | 6                  | 0                  | 0                  | 0                  |
| A. Manchot   | 25                 | 1                  | 4                  | 2                  |
| A. Masuero   | 32                 | 3                  | 9                  | 0                  |
| J. Méndez    | 21                 | 0                  | 2                  | 0                  |
| S. Nelle     | 20                 | 1                  | 4                  | 0                  |
| F. Parra     | 20                 | 3                  | 5                  | 1                  |
| R. Peña      | 5                  | 0                  | 0                  | 0                  |
| L. Perdomo   | 34                 | 0                  | 10                 | 0                  |
| A. Piñeyro   | 12                 | 0                  | 1                  | 0                  |
| F. Rosso     | 10                 | 1                  | 5                  | 1                  |
| I. Russo     | 32                 | 9                  | 3                  | 0                  |
| G. Salort    | 4                  | -6                 | 0                  | 0                  |
| M. Tévez     | 13                 | 0                  | 2                  | 0                  |
| G. Bazán     | 2                  | 0                  | 0                  | 0                  |
| E. Coacci    | 1                  | 0                  | 0                  | 0                  |
| M. Ordóñez   | 7                  | 0                  | 0                  | 0                  |